# Décès en 1208
Décès
- 1204
- 1205
- 1206
- 1207
- 1208
- 1209
- 1210
- 1211
- 1212

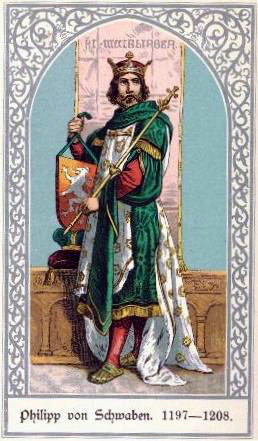
Philippe de Souabe, mort en 1208.

Cette page dresse une liste de personnalités mortes au cours de l'année 1208 :
- 15 janvier : Pierre de Castelnau, pontifical.
- 15 février : Vivien de l'Étang, évêque de Coutances.
- 17 avril : Guillaume de Bénévent, évêque de Digne, puis archevêque d'Embrun.
- 21 juin : Philippe de Souabe, antiroi des Romains, duc de Souabe et duc d’Alsace, poignardé à l’âge de 32 ans.
- 9 novembre : Sancha de Castille, dite la Jeune, veuve du roi Alphonse II d’Aragon, infante de Castille et reine consort de la couronne d'Aragon.
- 29 décembre : Empereur Zhangzong, de la dynastie Jin.

- Albert II de Hierges, évêque de Verdun.
- Gerardo Allucingoli, Évêque de Lucques, Cardinal-diacre de S. Adriano, Camerlingue de la Sainte Église.
- Brigide Haraldsdotter de Norvège, reine de Suède et de Finlande.
- Étienne de Châtillon, ou Étienne du Bourg, prieur de la Chartreuse de Portes dans le Bugey, évêque de Die.
- Pietro Diana, Cardinal-diacre de S. Nicola in Carcere Tulliano, Cardinal-prêtre de S. Cecilia.
- Amhaoibh O'Rothlain, chef de Calruidhe Cuile Cearnadha, en Irlande.

## Crédit d'auteurs
- Cet article est partiellement ou en totalité issu de l'article intitulé « 1208 » (voir la liste des auteurs).